# أوقستو كاردوسو
أوقستو كاردوسو (بالبرتغالية: Augusto Cardoso‏) هو منافس ألعاب قوى برتغالي، ولد في 13 ديسمبر 1972 في Paranhos (Porto) ‏ في البرتغال.

## وصلات خارجية
- أوقستو كاردوسو على موقع الاتحاد الدولي لألعاب القوى (الإنجليزية)
- أوقستو كاردوسو على موقع الاتحاد الأوروبي لألعاب القوى (الإنجليزية)
- أوقستو كاردوسو على موقع أوليمبيديا (الإنجليزية)